# Bas Leinders
Bas Leinders né le 16 juillet 1975 à Brée, est un pilote automobile belge.

## Biographie
Après des débuts en karting et plusieurs titres en monoplace, Bas Leinders devient pilote essayeur de l'écurie de Formule 1 Minardi en 2004. Cette saison n'aura pas de suite en Formule 1 et il trouve refuge, de 2005 à 2008, en FIA GT au sein du Belgian Racing au volant d'une Gillet Vertigo.

## Palmarès
- Formule Ford
  - Champion de Belgique en 1994
  - Champion de Grande-Bretagne en 1995
  - Champion d'Europe en 1995

- Formule Opel
  - Champion d'Europe en 1996

- Formule 3
  - Champion d'Allemagne en 1998

- World Series by Nissan
  - 3e du championnat en 2002 et 2003
  - 4 victoires en 2002 et 2003

- Le Mans Series
  - Victoire dans la catégorie GT1 aux 1 000 kilomètres de Spa 2011 avec le Marc VDS Racing Team sur une Ford GT

- Blancpain Endurance Series
  - 2 victoires en 2011 à Silverstone et à Magny-Cours avec le Marc VDS Racing Team sur une BMW Z4 GT3
  - 1 victoire en 2012 à Monza avec le Marc VDS Racing Team sur une BMW Z4 GT3

## Résultats aux 24 Heures du Mans
| Année | Voiture                  | Équipe               | Équipiers                                | Résultat |
| ----- | ------------------------ | -------------------- | ---------------------------------------- | -------- |
| 2010  | Ford GT1                 | Marc VDS Racing Team | Eric de Doncker (en) / Markus Palttala   | Abandon  |
| 2011  | Lola-Aston Martin B09/60 | Kronos Racing        | Maxime Martin / Vanina Ickx              | 7e       |
| 2012  | Morgan LMP2              | OAK Racing           | David Heinemeier Hansson / Maxime Martin | 14e      |

## Distinctions
- Champion de Belgique des conducteurs, titre décerné par le Royal automobile Club de Belgique (RACB): 2001.